# 東武30000系電車
東武30000系電車（とうぶ30000けいでんしゃ）は、1996年（平成8年）に登場した東武鉄道の通勤形電車である。1997年（平成9年）3月25日から営業運転を開始した。
本項では、個々の編成を表す場合は浅草・中央林間・池袋方先頭車の車両番号の末尾に「F」（「編成」を意味する英語: Formationの頭文字）を付して表記する。

## 概要
1983年（昭和58年）から13年間にわたって486両導入された10000系車両の後継車両として登場した。当時計画中だった帝都高速度交通営団（現・東京地下鉄）半蔵門線への直通運転に対応した設計とされ、6両・4両編成各15本の合計150両が製造された。
地下鉄半蔵門線への直通運転用車両には、既存の10000系列を改造して直通運転に充当する構想もあったが、次世代通勤車両の計画が浮上する中で、改造する費用面の問題などから本系列が製造された。
搬入から営業運転開始まで、長い乗務員習熟運転期間が設けられた。これは当初予定されていた1999年（平成11年）度の半蔵門線押上駅延伸に併せて、東武では初採用となるワンハンドル車両について乗務員習熟を進める目的もあった。
製造はアルナ工機・東急車輛製造・富士重工業の3社が担当した。アルナ工機と富士重工は本系列の製造をもって鉄道車両製造から撤退した。
なお、特急用の250型は主回路制御方式や台車が本系列とほぼ共通のものが使用されている。

## 車両概説

### 車体
20 m両開き4ドア、車体は軽量ステンレス製鋼体であり、従来の東武ステンレス車と同じく「ロイヤルマルーン」色の帯を巻く。前頭部はFRPの成形品を使用し、併結運転を考慮して正面貫通式である。客室との仕切壁付近には地下線内における非常用の梯子が設置してある。前照灯は東武では初めてHID式を採用した。
下部にはスカートを設置したが連結器の関係で高さを限界まで下げている。連結器は密着連結器であり、下部に併結運転用に二段の電気連結器がある。上部の122接点が本系列と10000系列の共用、下部の37接点は本系列同士の連結用である。
側面見付は10030型に準じているが、扉間の側窓が2連のユニット窓となった。客用ドアは高さを10000系列より50 mm高い1,850 mmとしており、ドアガラスには複層ガラスが使用されている。連結部には新たに転落防止幌が設置された。
前面・側面の行先表示器はLED式であり、前面には種別・行先表示・運行番号の表示器が、側面には大型の種別・行先表示器が設置された。東武線内における半蔵門線直通列車では行先の右側に「半蔵門線直通」と表示される。
当初は乗り入れ先の東急田園都市線での使用に備えて前面に急行灯（通過標識灯）が設置されていたが、2002年（平成14年）3月に東急田園都市線内で急行灯の使用が停止されたため、同年度の増備車である31611F・31411F以降より急行灯が省略されている。

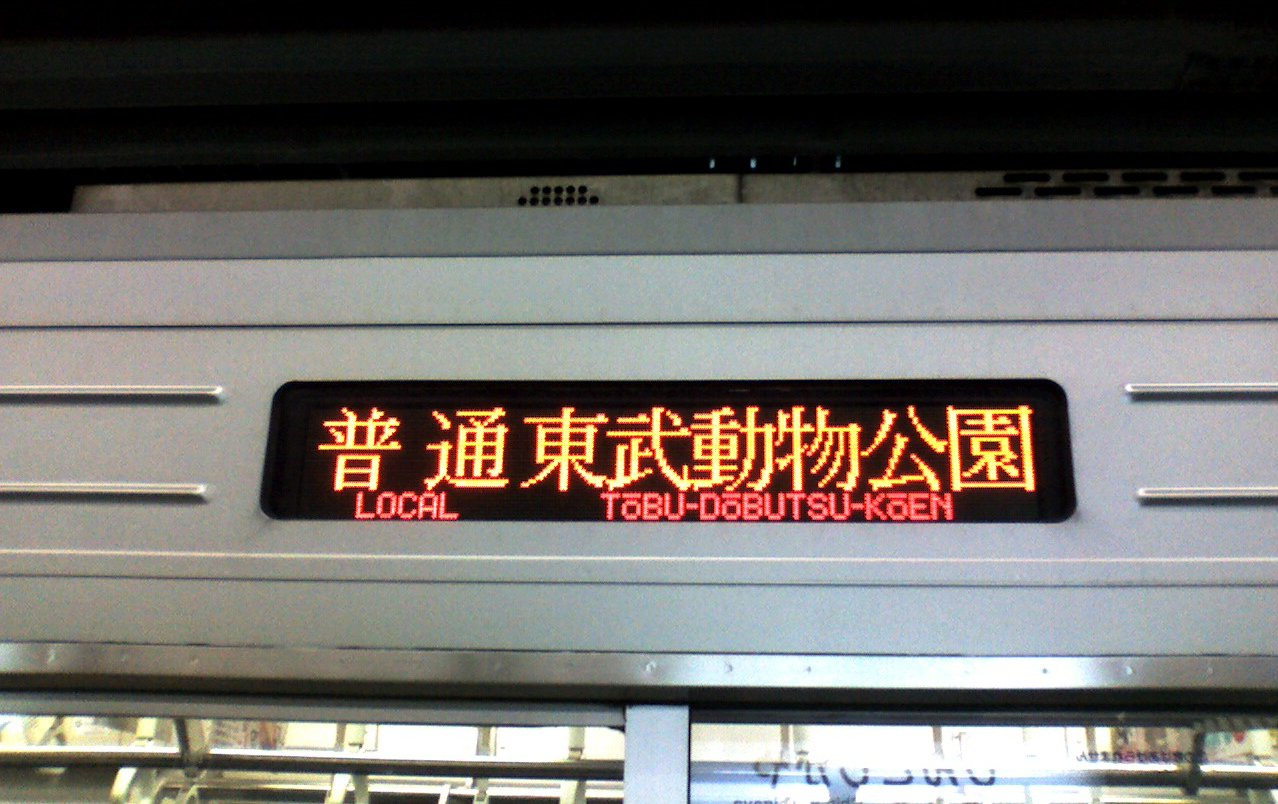
側面行先表示器

### 室内
客室はウォームグレーを基調としてペールブルーをアクセントとした白色系の化粧板を使用している。床材は淡いグレーをベースに中央通路部をブルーとした2色の柄である。本系列より車内の禁煙表示や消火器表示などの車内表記にピクトグラムが用いられるようになった。
座席は1人分の掛け幅が455 mmの青色のロングシートとし、背ずりに赤色の着席区分を設けた区分柄モケットを使用している。当初は平板なものであったが、31603F・31403Fからはバケットシートを採用した。ただし、優先席は淡い緑色のモケットを使用している。
2000年（平成12年）度の増備車である31607F・31407Fからは一部仕様の見直しがあり、座席端に設置された袖仕切りの大型化や7人掛け座席部を4人/3人に区切るスタンションポールの設置、荷棚やつり革の高さを従来車よりも低くした。特に優先席付近の荷棚・つり革は一般席よりもさらに低くした。また、2連のユニット側窓の片側を固定式にしたほか、外観では転落防止幌が大型のものとなった。なお、スタンションポールはそれ以前の車両にも後に設置したほか、優先席のつり革は後年にオレンジ色のものに交換する際に低くした。
6両編成の2・5両目と4両編成の2・3両目に車椅子スペースを設置している。非常通報器は対話式のものを各車2台設置した。連結面は妻面窓があり、各車の両端に大型ガラスを使用した連結面貫通扉が設けられている。
天井には車体全長に渡って冷房用ダクト・吹出口が、中央にはロールフィルターと補助送風機である軸流ファンが収納された整風板が設置してある。冷房装置は東芝製のマイコン制御による集約分散式（1台の能力は16,000 kcal/h）の装置を各車3台搭載している。
車内の客用ドア上部には千鳥配置で旅客案内表示器が設けられており、左側には種別と行先を常時表示し、右側では次駅案内・乗り換え案内等をスクロール表示する。ドアの開閉に合わせてドアチャイムを鳴動する。自動放送装置は直通先を含めて英語放送にも対応している。このほか側面に車外スピーカーが設けられており、車掌の操作で乗降促進放送を流す機能がある。

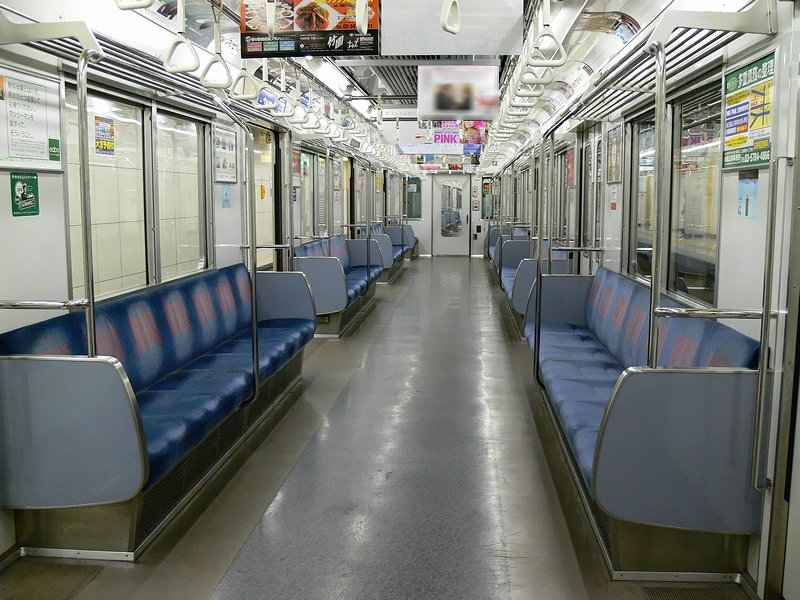
初期車（バケットシート式）車内 （2007年3月24日 押上駅）
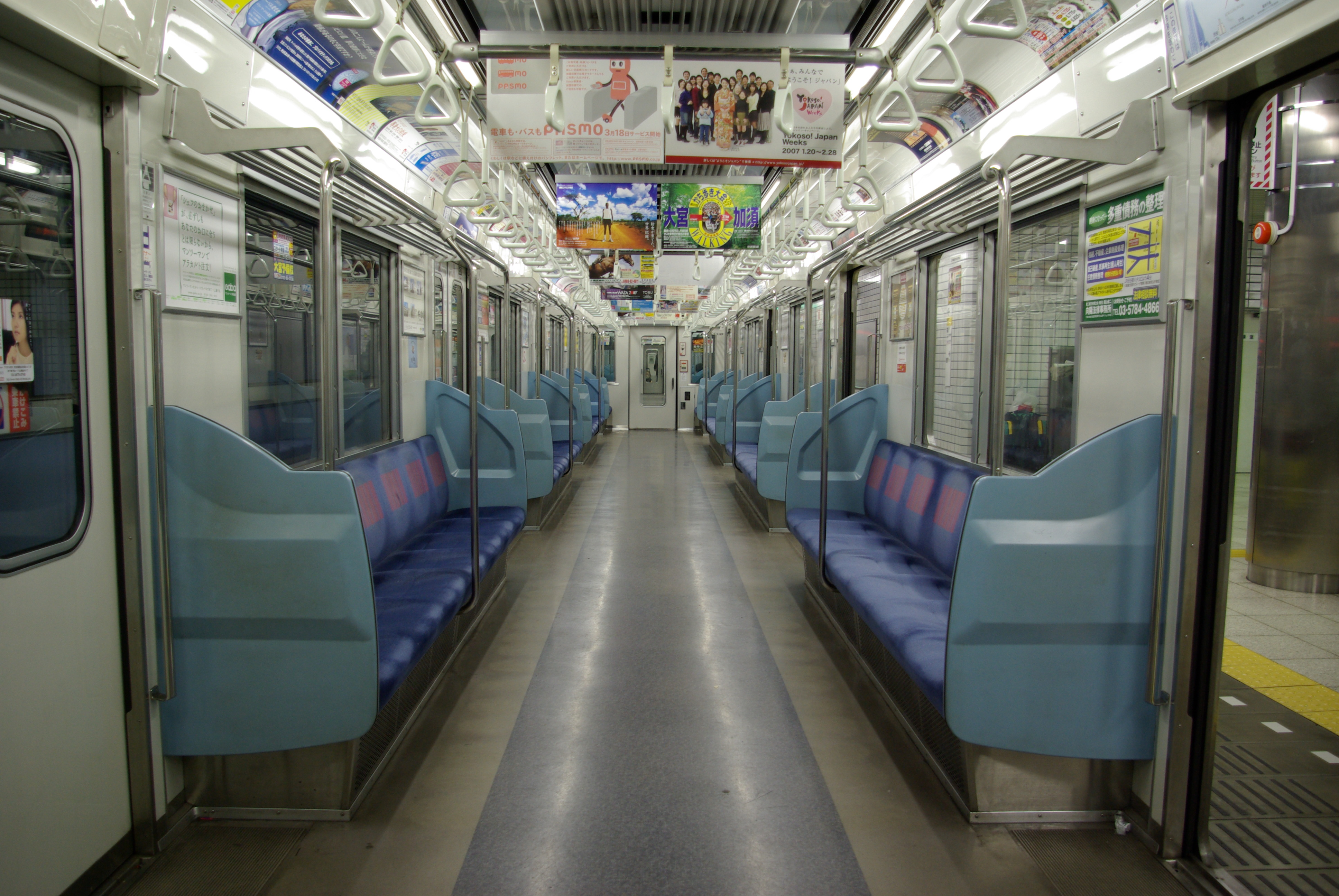
後期車車内 （2007年2月17日 中央林間駅）
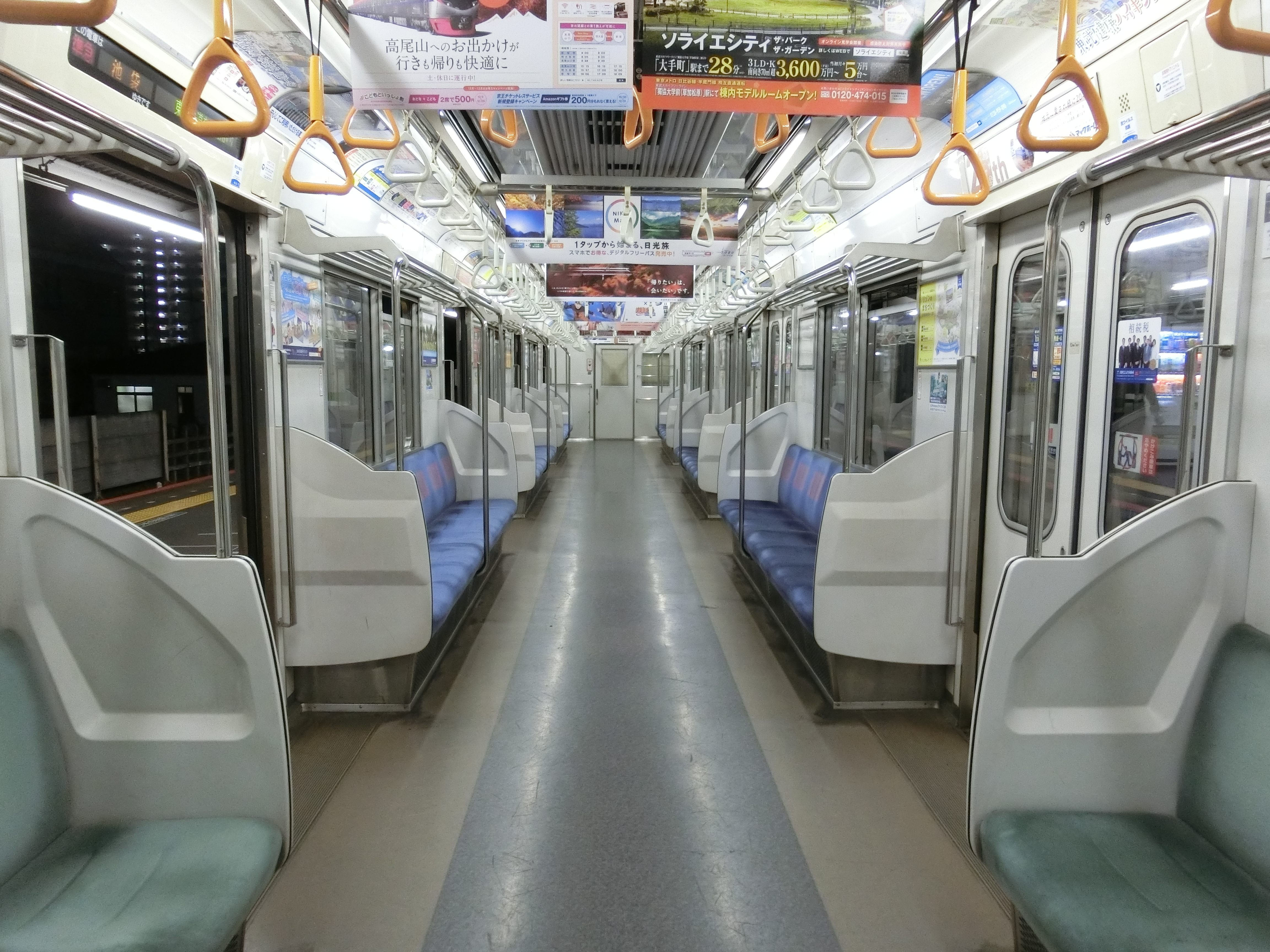
31615Fの車内 （2021年11月20日 川越市駅）

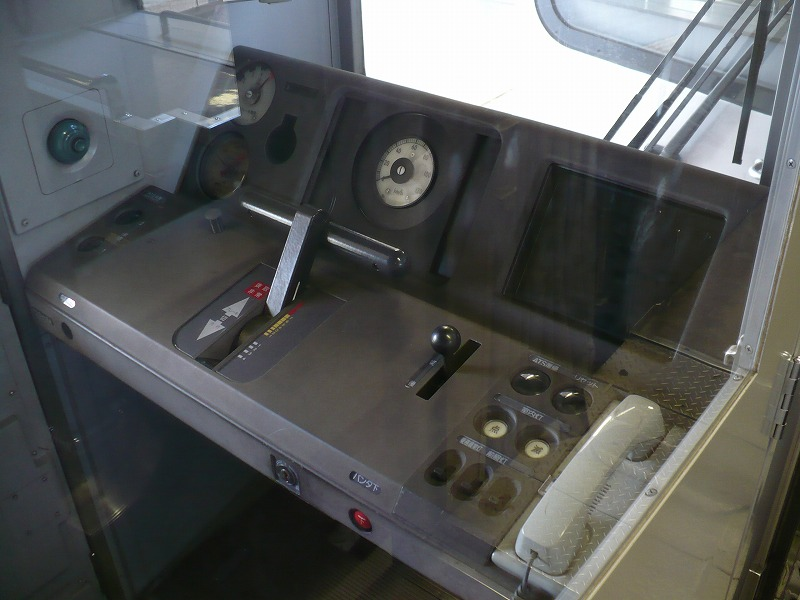
30000系の運転台
東武鉄道初のワンハンドルマスコン式

乗務員室はそれまでのグリーンの配色をやめ、ダークグレーの色調としている。主幹制御器には乗り入れ先の東急・営団に合わせ東武では初となる両手操作のT字型ワンハンドル式を採用した。計器盤中央に車内信号に対応した速度計があり、両側に表示灯を、右側には車両情報制御装置のモニター表示器が収納されている。
乗務員室仕切は客室から向かって左から（運転台背面は壁）仕切扉窓・固定窓がある。遮光幕は両方の窓に設置している。

### 機器類
制御装置にはIGBT素子を使用した3レベルVVVFインバータ制御（2000V/400A）方式を採用した。装置は日立製作所製であり、1台で定格出力190 kWの主電動機を4台制御する1C4M方式である。主電動機は自己通風冷却式としており、車体側面幕板部にある冷却風取入口より主電動機冷却風を取り入れる車体ダクト方式とした。また、東武の通勤車両では初めて定速運転機能が採用されている。
空気圧縮機 (CP) は当初は交流電源のレシプロ式の装置を搭載していたが、2001年（平成13年）度製の31610Fにおいて試験的にスクリュー式の装置が搭載された。これは翌年度以降に落成する31611F・31411F以降で本格的に採用されることとなった。補助電源装置は9050型に続き、東芝製のIGBT素子を使用した静止形インバータ (SIV) を採用している。
ブレーキ装置は回生ブレーキ併用の全電気指令式空気ブレーキ (HRDA-2) を採用した。遅れ込め制御も併用し、安定したブレーキ力が確保できるよう滑走防止装置も設けられている。2001年（平成13年）度車より全電気ブレーキを採用した（後に既存車もソフト変更により全電気ブレーキ化）。
集電装置は剛体架線に対応したシングルアーム式である。台車は住友金属工業製のモノリンク式軸箱支持方式のボルスタレス台車 (SS138・SS038) を使用している。基礎ブレーキには片押し式のユニットブレーキを使用し、保守性の向上を図っている。
シングルアーム式パンタグラフは東武では本形式が初の本格採用である。このパンタグラフのほか、転落防止幌や車内のLED式車内案内表示器、側引戸の複層ガラスなどは同年度に落成した日比谷線直通用の20070型においても採用されている。
他系列との併結は、同一の電気指令式空気ブレーキシステムを有する10000系列のみ可能となっている。この場合、同系列との併結時は起動加速度が2.5 km/h/sに落とされる。
本系列では10000系列等で採用したモニタ表示器を発展させた、東芝製の車両情報制御装置を搭載している。このような多機能型のモニタ装置の採用は東武鉄道では初めての採用である。

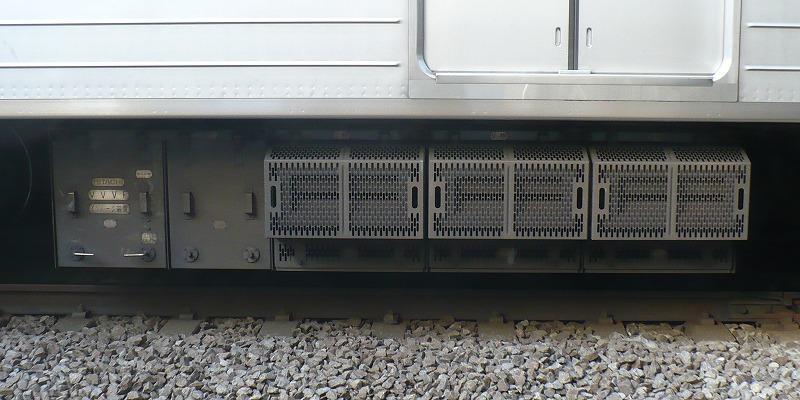
日立製作所製VVVFインバータ装置 （VFI-HR1420B形）
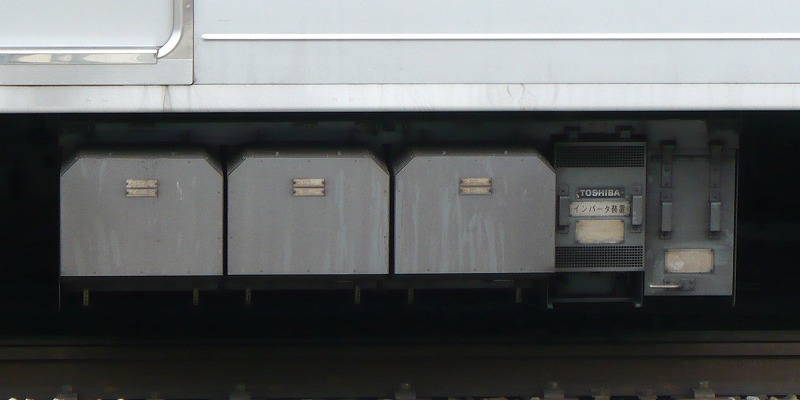
東芝製静止形インバータ装置 （INV095-J0形・出力190kVA）

## 運用の変遷

### 就役から50050型営業開始まで（1997年 - 2006年3月）
登場から直通運転開始前は伊勢崎線浅草口を中心とした地上線で使用された。4両固定編成は10000系列の2両編成と連結して6両編成で運用されることが多かった。
2002年（平成14年）、当年度増備車である31611F・31411F以降より、半蔵門線・田園都市線用の乗り入れ用機器が搭載された。10両編成時に先頭車となるクハ31600形・クハ34400形の床下にATC/S装置の設置や10両編成時の3号車となるモハ32400形に誘導無線アンテナの設置、乗務員室に3社間対応用列車無線送受話器設置や自動放送に乗り入れ先用データの追加などが実施された。その後、従来車両にも搭載改造が実施された。
2003年（平成15年）3月19日、伊勢崎線の曳舟駅 - 押上駅間の開業と、半蔵門線の押上駅 - 水天宮前駅間の開業に伴い、半蔵門線と東急田園都市線との相互直通運転を開始した。南栗橋駅 - 中央林間駅の走行距離は98.5 kmに及ぶロングランとなった。また田園都市線への乗り入れ開始により、東武の車両が営業運転としては初めて神奈川県内でも見られるようになった。
当初の直通列車の運行本数は朝夕は1時間には4-5本、日中帯や土休日は1時間に3本と少なく、また朝ラッシュ時運行の通勤準急を除けば大半が新越谷駅以北を各駅に停車する区間準急として運行されたため、後続の準急列車（当時）との緩急接続による東武線内時間調整や押上駅などでの停車時間が長く所要時間もかかったので利便性は高いものではなく、伊勢崎線内では浅草発着列車主体のダイヤ構成であった。
2004年（平成16年）当時、東武の直通運用編成は15本と東京メトロや東急に比べて運用編成が少なかった（東武乗り入れ対応編成は東京メトロ25本・東急は31本）ため、本系列は走行距離の精算の関係上、東急田園都市線⇔半蔵門線内折り返しの運用が多くなり、日中に東武線内に入線することは極めて少なかった。
前述したが、半蔵門線直通時は基本的に編成の末尾の車両番号2桁を揃えて使われていたが、車体広告編成は2003年夏季頃から6両・4両編成を組み替えて使用することが増えたため、末尾の数字が揃わないことが多くなった。
- 2005年度車体広告編成一覧
  - 31605F・31405F: 豊洲マンション広告車両（新庄剛志のラッピングが車体に貼付されていた）
  - 31615F・31415F: 東武ワールドスクウェア宣伝車両（2007年4月撤去したが2008年3月に違うバージョンで再度貼り付け）
  - 31609F・31409F: 東武動物公園宣伝車両（この編成はそのまま使用されたが、2006年7月末に撤去）

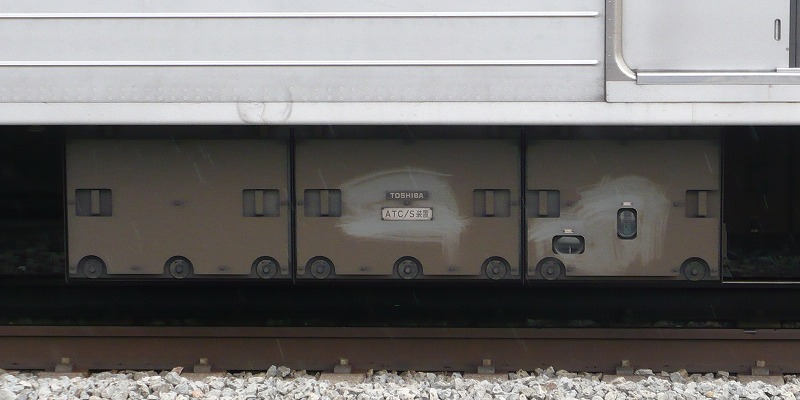
乗り入れ用の保安装置 （東芝製のATC/S装置）

### 50050型営業開始後（2006年3月以降）

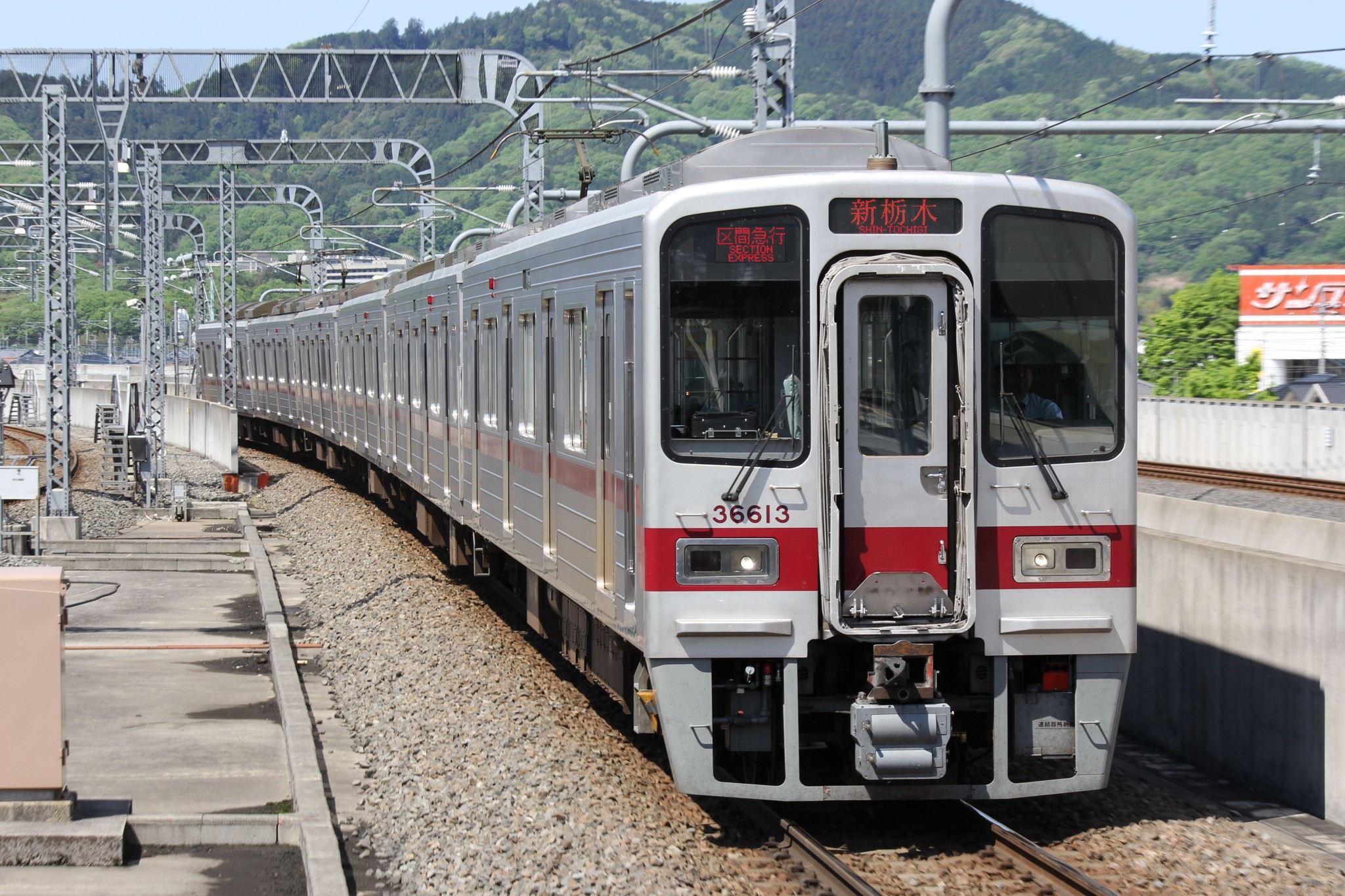
地上線用に転用され、6両で運用に就く30000系 （2012年5月 栃木駅）
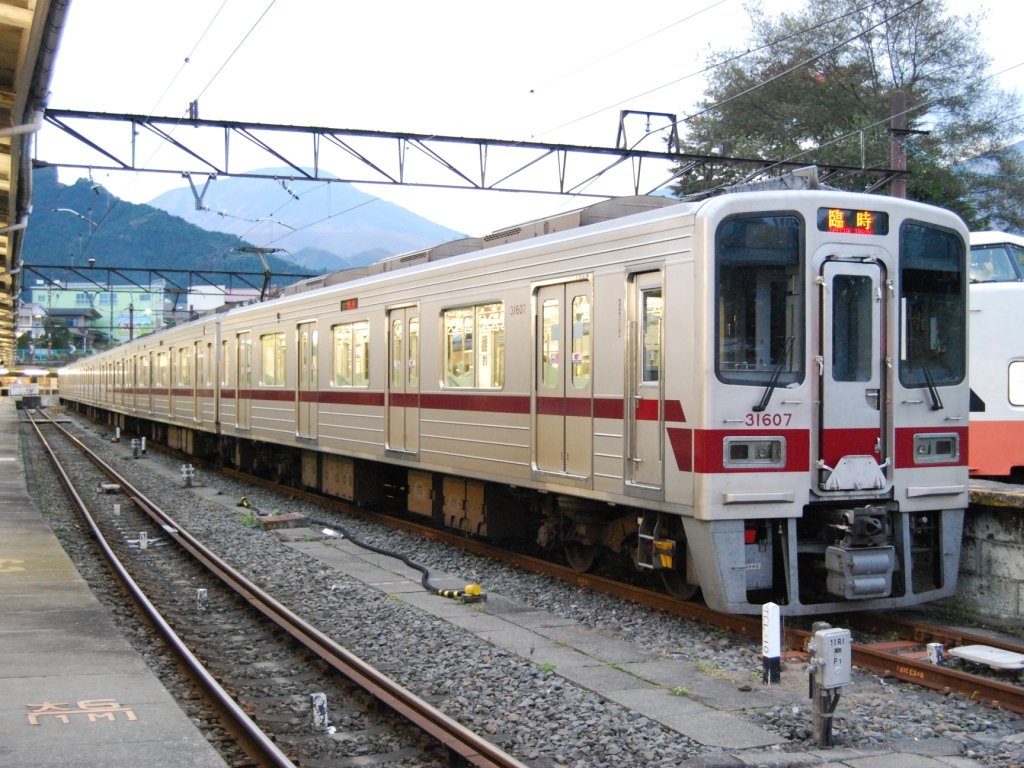
行楽シーズンの臨時快速に充当される 地上線用30000系 （2008年10月 東武日光駅）
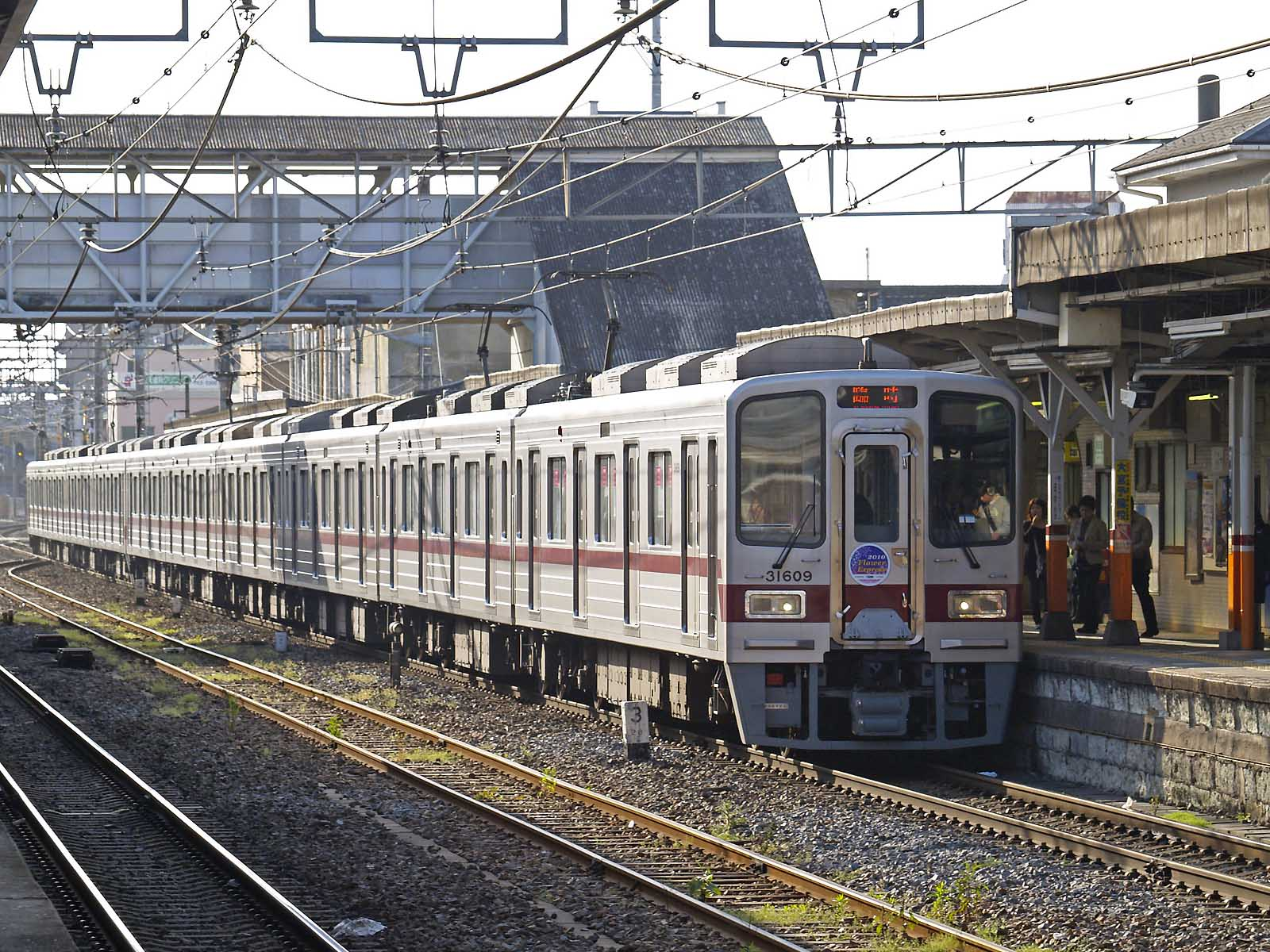
大型連休に30000系で運行される 臨時列車「フラワーエクスプレス」 （2010年4月 春日部駅）

2005年（平成17年）に本系列の後継となる直通対応車両50050型の投入が発表され、51051Fが同年10月に、51052Fが同年11月に搬入された。この時点で、本系列は製造から数年程度しか経過していなかったが、6両と4両に分割できる構造が運用上ネックとなっていたほか、南栗橋車両管区の新設により10両貫通編成が入庫できる環境が整備されたことなどにより置き換えられることとなった。
51051F・51061F・51062F・51066Fの直通運転対応機器は新造品だが、51052F - 51060F・51063F - 51065Fは本系列に搭載している機器を移設することとなり、2005年9月に31613F・31413Fの機器が取り外されて以降、直通を離脱した編成の機器が新しく造られた50050型に転用されている。
2006年のダイヤ改正では新たに埼玉県久喜市の伊勢崎線久喜駅 - 中央林間駅間 (94.8 km) の直通運転も開始され、早朝・深夜を除いて1時間に3本から6本と運用は大幅に増加したが、速達列車での運用（区間準急→急行）に変更されたため、運用編成は1本の増加のみ (13→14) となった。改正後も50050型の落成に合わせる形で本系列からの直通運転対応機器移設が順次進められた。
地下鉄乗り入れから外された編成は種別表示の変更を行い、同年12月から宇都宮線や日光線（新栃木駅以南）などで運用を開始した。これにより5050型などの置き換えが進められた。なお、宇都宮線での運用は2007年（平成19年）5月上旬に8000系に置き換えられた。また、地上運用復帰と同時に10000系列との併結運転も再開された。2008年（平成20年）3月当時は地下鉄半蔵門線・東急田園都市線直通運用（中央林間 - 南栗橋・久喜）のほかに、浅草 - 太田・新栃木までの区間急行・区間準急や日中の久喜 - 太田、南栗橋 - 新栃木、浅草 - 北千住・竹ノ塚間の普通などで運用されていた。
50050型登場後も半蔵門線を走行する車両では唯一、編成を6両と4両に分割できる車両であることから、10両貫通編成が入線できない南栗橋・館林以北へ田園都市線・半蔵門線からの直通臨時列車を運行する際は本系列が使用されている。以下に運行実績を記す。
- 2003年3月29日（往路） - 3月30日（復路）に半蔵門線押上開業と伊勢崎線への直通運転開始を記念して運転された「3社直通運転記念号」では、南栗橋から北は4両と6両に分割して下今市まで続行運転、4両は鬼怒川温泉行、6両は東武日光行として運転された。このときは東武日光の行先表示は用意されていたが、鬼怒川温泉の表示は設定されていなかったため、鬼怒川温泉行きは「臨時」表示だった。
- 2005年から2010年まで大型連休に中央林間・長津田 - 太田間で運行されていた「フラワーエクスプレス」では、館林で伊勢崎寄りの4両を分割・併合して館林 - 太田間は6両で運行していた。

直通当初は田園都市線での急行表示は赤字のみで「急行」と表示されていたが、2006年3月18日の久喜への乗り入れ区間延伸および東武線内での急行種別使用開始に伴い赤枠に「急行」と表示されるようになった。一時期は押上始発で本系列を使用する列車に限り旧表示がまれにあったが、その後新タイプに統一された。
2006年度からは、直通運用に使用されている編成も車両の検査入場などに絡む短期間ではあるものの、6両編成は浅草口で、4両編成は主に宇都宮線で使用されていた（10000系との併結は行われない）が、前記したように、宇都宮線での運用は2007年5月上旬に8000系に置き換えられた。
2006年10月から2007年4月中旬まで、31604Fと31404Fの車体にパルシステム生活協同組合連合会の広告が貼付されていた。

### 東上線転属および伊勢崎線からの撤退（2011年1月以降）

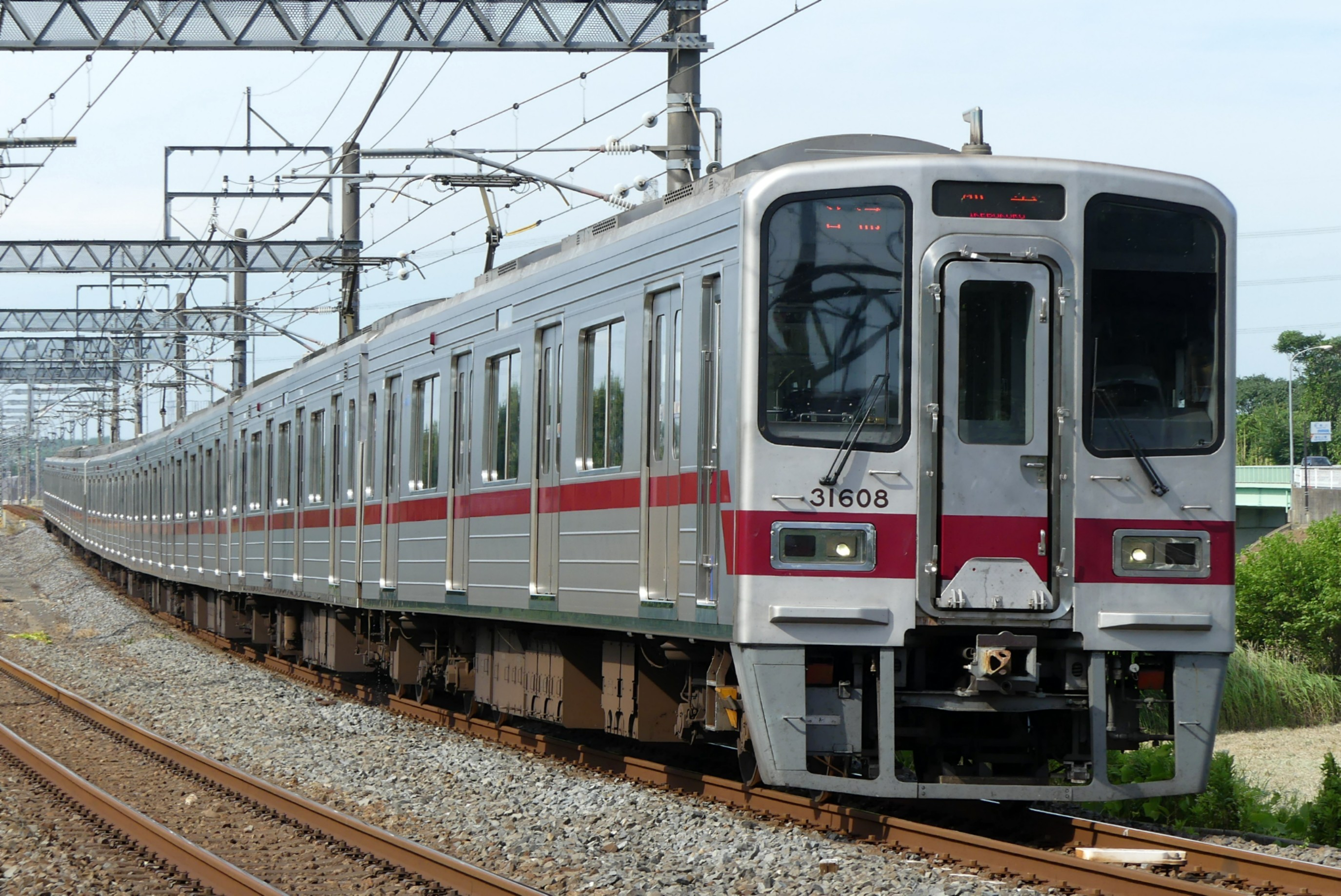
東上線に転用された編成は電気連結器が撤去された。 （2019年11月 高坂駅付近）
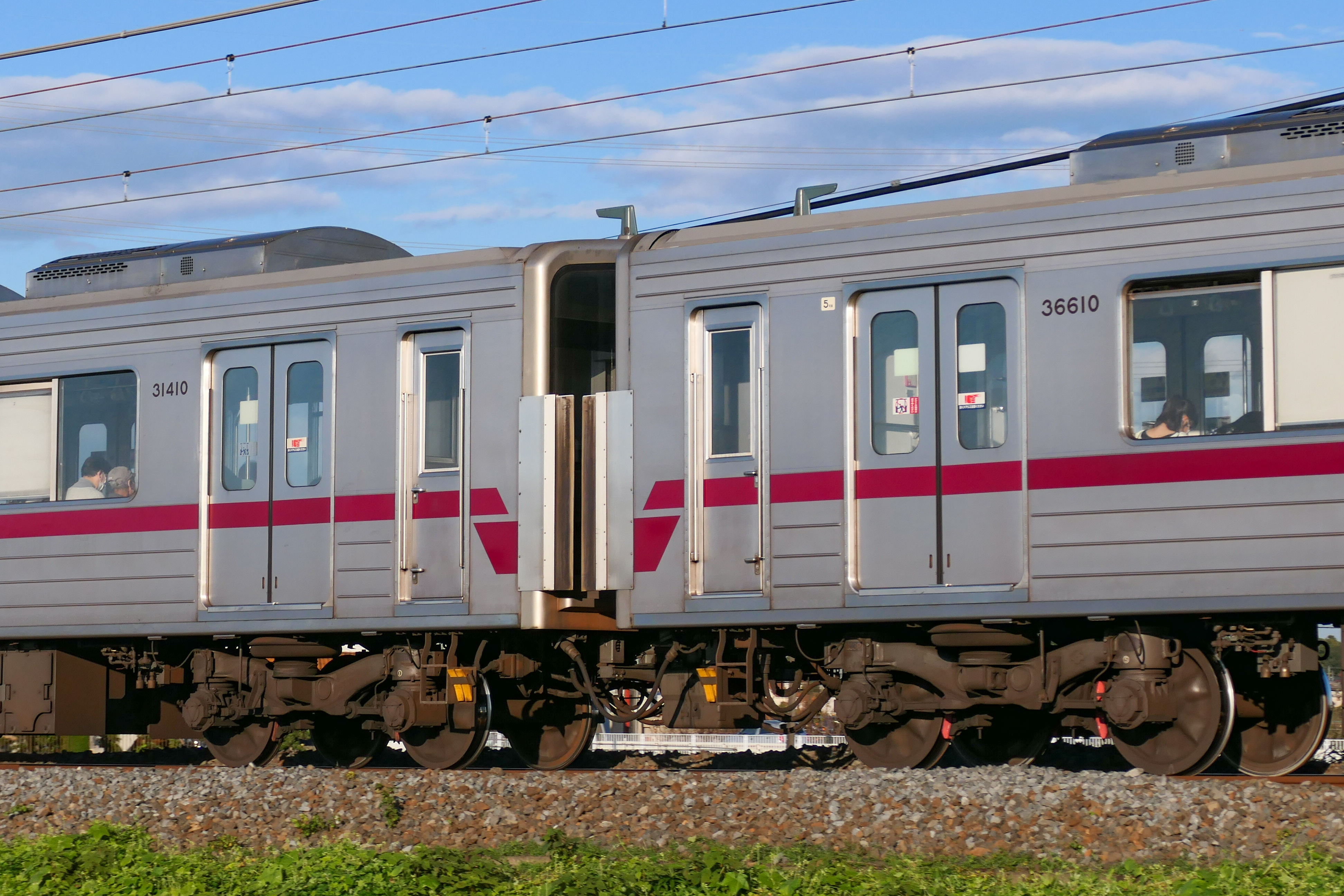
東上線への転用の際に10両固定編成化され、連結部に転落防止幌が設置された。 （2021年11月）

本系列は長らく東上線には配置されていなかったが、2011年1月26日に31601F・31401Fが森林公園検修区へ回送され、6月13日より東上線での営業運転を開始した。同年10月には31611F・31411Fが同様に森林公園検修区に転属し、同線で運用に就いている。これは東上線へのデジタルATC導入を前に、同線の車両改修工事の効率化を目的としたものであり、地下鉄直通時代の機器設置スペースを有効活用することで車両側でのATC対応を迅速に進める意図がある。その後、2015年1月15日に31602F・31402Fが東上線に転属したことにより、半蔵門線・田園都市線との直通運転対応機器が搭載された31606F・31406F・31609F・31409Fを除く全編成（130両）が東上線に転属し、東武本線の地上線運用から撤退した。
東上線転属後はクハ36600形とクハ31400形は付随車（サハ）に改造されており、10両固定編成化されている。ただし、乗務員室の撤去は実施されていない。また、先頭車の電気連結器の撤去、床下車両情報制御装置本体の更新や運転台計器類の液晶モニター化（グラスコックピット）、マスコンハンドルの交換、行先表示器や自動放送装置のプログラム変更なども実施されている。
2018年10月から、31604F+31404Fの車体に埼玉県こども動物自然公園のラッピング広告が貼付されている。
2020年2月に31606Fと31406Fが南栗橋より転入したが、2020年4月現在は10両固定化や運転席撤去は行われていない。
2021年9月末に31609F+31409Fの転属回送が行われ、これを以って30000系は6連・4連各15編成、150両全てが東上線に所属することとなった。

## 編成表

### 東上線用
|          | ← 池袋小川町 →    |                        |                  |                  |                     |                 |                 |                         |                   |                   |
| 号車     | 10                | 9                      | 8                | 7                | 6                   | 5               | 4               | 3                       | 2                 | 1                 |
| 組成     | クハ31600形 (Tc1) | ＜ ＞ モハ32600形 (M1) | モハ33600形 (M2) | サハ34600形 (T1) | ＞ モハ35600形 (M3) | サハ36600形 (T) | サハ31400形 (T) | ＜ ＞ モハ32400形 (M1A) | モハ33400形 (M2A) | クハ34400形 (Tc2) |
| 搭載機器 |                   | VVVF・CP               | VVVF・SIV        | SIV              | VVVF・CP            |                 |                 | VVVF・CP                | VVVF・SIV         |                   |
| 車両番号 | 31601 ： 31615    | 32601 ： 32615         | 33601 ： 33615   | 34601 ： 34615   | 35601 ： 35615      | 36601 ： 36615  | 31401 ： 31415  | 32401 ： 32415          | 33401 ： 33415    | 34401 ： 34415    |

凡例
VVVF：制御装置（1C4M2群）、SIV：補助電源装置（静止形インバータ）、CP：空気圧縮機

#### 伊勢崎線用 6両編成（過去）
|                   | ← 浅草・渋谷・中央林間久喜・太田／南栗橋・新栃木 → |                  |                  |                     |                   |                |
| クハ31600形 (Tc1) | ＜ ＞ モハ32600形 (M1)                             | モハ33600形 (M2) | サハ34600形 (T1) | ＞ モハ35600形 (M3) | クハ36600形 (Tc2) |                |
| 搭載機器          |                                                    | VVVF・CP         | VVVF・SIV        | SIV                 | VVVF・CP          |                |
| 車両番号          | 31601 ： 31615                                     | 32601 ： 32615   | 33601 ： 33615   | 34601 ： 34615      | 35601 ： 35615    | 36601 ： 36615 |

#### 伊勢崎線用 4両編成（過去）
|                   | ← 浅草・渋谷・中央林間久喜・太田／南栗橋・新栃木 → |                   |                   |                |
| クハ31400形 (Tc1) | ＜ ＞ モハ32400形 (M1A)                            | モハ33400形 (M2A) | クハ34400形 (Tc2) |                |
| 搭載機器          |                                                    | VVVF・CP          | VVVF・SIV         |                |
| 車両番号          | 31401 ： 31415                                     | 32401 ： 32415    | 33401 ： 33415    | 34401 ： 34415 |